# 訃報 2002年
訃報 2002年（ふほう 2002ねん）は、2002年（平成14年）中に物故した人物をまとめたものである。詳細は月別訃報記事を参照のこと。

## 月別の訃報記事一覧
- 訃報 2002年1月
- 訃報 2002年2月
- 訃報 2002年3月
- 訃報 2002年4月
- 訃報 2002年5月
- 訃報 2002年6月
- 訃報 2002年7月
- 訃報 2002年8月
- 訃報 2002年9月
- 訃報 2002年10月
- 訃報 2002年11月
- 訃報 2002年12月

## 関連書籍
- 『現代物故者事典（2000 - 2002）』日外アソシエーツ、2003年3月25日。ISBN 978-4-8169-1769-1。